# Liste des vice-présidents de la République de Gambie
Voici la liste des vice-présidents de la République de la Gambie depuis l'instauration de la République en 1970.

## Première République (1970-1994)
| No | Portrait | Nom                                        | Début du mandat | Fin du mandat   | Appartenance politique    |
| -- | -------- | ------------------------------------------ | --------------- | --------------- | ------------------------- |
| 1  |          | Sheriff Mustapha Dibba (1937-2008)         | 24 avril 1970   | 1972            | Parti populaire du peuple |
| 2  |          | Assan Musa Camara (en) (1923-2013)         | 1972            | 1977            | Parti populaire du peuple |
| 3  |          | Alhajie Alieu Badara Njie (en) (1904-1982) | 1977            | 1981            | Parti populaire du peuple |
| 4  |          | Assan Musa Camara (en) (1923-2013)         | 1981            | Mai 1982        | Parti populaire du peuple |
| 5  |          | Bakary Bunja Darbo                         | Mai 1982        | 1992            | Parti populaire du peuple |
| 6  |          | Saihou Sabally                             | 1992            | 22 juillet 1994 | Parti populaire du peuple |

## Deuxième République (depuis 1996)
| No | Portrait        | Nom                               | Début du mandat | Fin du mandat   | Appartenance politique                                        |
| -- | --------------- | --------------------------------- | --------------- | --------------- | ------------------------------------------------------------- |
| 7  |                 | Isatou Njie-Saidy (née en 1952)   | 20 mars 1997    | 18 janvier 2017 | Alliance patriotique pour la réorientation et la construction |
| 8  |                 | Fatoumata Tambajang (née en 1949) | 23 janvier 2017 | 23 février 2017 | Parti démocratique unifié                                     |
| 8  | 23 février 2017 | Fatoumata Tambajang (née en 1949) | 9 novembre 2017 |                 | Parti démocratique unifié                                     |
| 8  | 9 novembre 2017 | Fatoumata Tambajang (née en 1949) | 29 juin 2018    |                 | Parti démocratique unifié                                     |
| 9  |                 | Ousainou Darboe (né en 1948)      | 29 juin 2018    | 15 mars 2019    | Parti démocratique unifié                                     |
| 10 |                 | Isatou Touray (née en 1955)       | 15 mars 2019    | 5 mai 2022      | Indépendante                                                  |
| 11 |                 | Alieu Badara Joof                 | 5 mai 2022      | 17 janvier 2023 | Indépendant                                                   |
| 12 |                 | Muhammad B.S. Jallow              | 24 février 2023 | en fonction     | Indépendant                                                   |